# Ungavaïta
La ungavaïta és un mineral de la classe dels sulfurs. Rep el seu nom de la localitat on va ser descoberta, a Ungava (Canadà).

## Característiques
La ungavaïta és un sulfur de pal·ladi i antimoni, de fórmula química Pd₄Sb₃. Va ser aprovat per l'Associació Mineralògica Internacional l'any 2014. Cristal·litza en el sistema tetragonal, formant grans de fins a 116 micròmetres.
Segons la classificació de Nickel-Strunz, la ungavaïta pertany a «02.AC: Aliatges de metal·loides amb PGE» juntament amb els següents minerals: atheneïta, vincentita, arsenopal·ladinita, mertieïta-II, stillwaterita, isomertieïta, mertieïta-I, miessiïta, palarstanur, estibiopal·ladinita, menshikovita, majakita, pal·ladoarsenur, pal·ladobismutarsenur, pal·ladodimita, rodarsenur, naldrettita, polkanovita, genkinita, polarita, borishanskiïta, froodita i iridarsenita.

## Formació i jaciments
Va ser descoberta al dipòsit de Mesamax, a Ungava (Nunavik, Quebec, Canadà), en una estreta zona rica en pal·ladi i antimoni que separa sulfurs massius i disseminats. També se n'ha trobat a Frogtown i a State Line Chromite District, tots dos indrets a Pennsilvània, als Estats Units. Sol trobar-se associada a altres minerals com: calcopirita, minerals del grup de la clorita, cobaltita, galena, magnetita, pentlandita, pirrotina, esfalerita, altaïta, hessita, michenerita, naldrettita, petzita, sperrylita, sudburyita i aliatges d'or i plata.